# Micrathena nigrichelis
Micrathena nigrichelis là một loài nhện trong họ Araneidae.
Loài này thuộc chi Micrathena. Micrathena nigrichelis được Embrik Strand miêu tả năm 1908.